# 하네 포울센
하네 회그 포울센(덴마크어: Hanne Høegh Poulsen, 1981년 2월 25일~)은 덴마크의 태권도 선수이다. 2000년 하계 올림픽에 참가했으며 유럽 태권도 선수권 대회에서 금메달 1개, 동메달 1개를 획득했다.

## 경력
1998년 10월 네덜란드 에인트호번에서 열린 유럽 선수권 대회에서 튀르키예의 된뒤 귀벤치를 꺾고 우승을 차지했다.
2000년 5월 파트라에서 열린 2000년 유럽 선수권 대회에서 네덜란드의 에메이 뷩알렘뷘과 함께 러시아의 스테틀라나 노스코바와 스페인의 헤니페르 델가도의 뒤를 이어 동메달을 획득했다. 
같은 해 9월에는 시드니에서 열린 2000년 하계 올림픽에 덴마크 국가대표로 참가하였다. 첫 상대인 미국의 케이 포와 두 번째 상대인 인도네시아의 주아나 왕사 푸트리를 꺾으며 준결승에 진출했으며 준결승전에서 개최국 오스트레일리아의 로렌 번스에게 패했다. 이후 패자부활전에서 멕시코의 아게다 페레스를 꺾었으나 동메달 결정전에서 중화 타이베이의 지수루에게 패하여 최종 4위에 올랐다.